# 프페퍼 불꽃 갑오징어
프페퍼 불꽃 갑오징어(Pfeffer's flamboyant cuttlefish)는 인도양과 서태평양 쪽에 서식하는 갑오징어목의 한 종이다. 주로 호주, 파푸아뉴기니 남쪽, 필리핀, 말레이시아 등에서 발견된다. 마크 노르만은 이 종이 독을 가지고 있다는 사실을 발견하였다.

## 분포
웨스턴오스트레일리아주 만두라(남위 32° 33′  동경 115° 04′  / 남위 32.550°  동경 115.067° )에서 퀸즐랜드주 모턴만(남위 27° 25′  동경 153° 15′  / 남위 27.417°  동경 153.250° ) 북동쪽과 아라푸라해부터 파푸아 뉴기니 남해안에 걸쳐 사는 걸로 알려져 있다. 인도네시아의 술라네시 섬과 말루쿠 제도에서 발견된 적이 있으며, 말레이시아의 마불 섬과 시파단 섬에서도 발견된 적이 있다. 필리핀 비사야 제도에서 발견된다고도 한다.